# Hydroporus tademus
Hydroporus tademus är en skalbaggsart som beskrevs av John Henry Leech 1949. Hydroporus tademus ingår i släktet Hydroporus och familjen dykare. Inga underarter finns listade i Catalogue of Life.